# Бедрик
Бедрик (Бобрик, Ведрик) — река в России, левый приток реки Дунды, протекает в Апанасенковском районе Ставропольского края.

## География и гидрология
Исток реки — нижняя часть одноимённой балки, находится на водоразделе между населёнными пунктами Малая Джалга и Киевка. Река течёт в степной местности, преимущественно в северном направлении; в нижнем течении поворачивает на восток. Устье находится в 26 км по левому берегу реки Дунды, севернее села Киевки.
Длина реки составляет 19 км, площадь водосборного бассейна 176 км². Питание осуществляется за счёт дождевых и талых снеговых вод.
Имеет приток длиной 1 км. Сток реки зарегулирован небольшим водохранилищем.

## Данные водного реестра
По данным государственного водного реестра России относится к Донскому бассейновому округу, водохозяйственный участок реки — Маныч от истока до Пролетарского гидроузла, без рек Калаус и Егорлык, речной подбассейн реки — бассейн притоков Дона ниже впадения Северского Донца. Речной бассейн реки — Дон (российская часть бассейна).
Код объекта в государственном водном реестре — 05010500712107000016392.